# Ninotchka
Ninotchka è un film del 1939 diretto da Ernst Lubitsch, con protagonisti Greta Garbo e Melvyn Douglas. 
Nel 1957 viene girato, sotto forma di musical, un remake del film dal titolo La bella di Mosca, con Fred Astaire nel ruolo di Leon e Cyd Charisse nel ruolo di Nina.

## Trama
Il governo sovietico invia a Parigi tre agenti, Iranoff, Bulianoff e Kopalski, per rivendere i preziosi gioielli confiscati alla granduchessa Swana, nobildonna esule a Parigi dopo la Rivoluzione russa e procurare così denaro per il popolo russo. La donna incarica però il proprio amante, il conte Leon, di impedirne la vendita e permetterle di riappropriarsene.
Leon avvicina i tre uomini e li avvia ai piaceri della vita parigina (ciò è mostrato da un'immagine in cui ai tre colbacchi indossati dagli agenti vengono sostituiti tre cilindri). Il comportamento scandaloso dei tre arriva alle orecchie del governo russo, che invia presso di loro il proprio migliore ispettore, con pieni poteri, l'integerrima Ninotchka. La donna però si innamora, corrisposta, di Leon, e anch'ella si lascia conquistare dai piaceri della vita occidentale.
Swana, invidiosa e avida di riappropriarsi dei preziosi beni di famiglia, fa rubare i gioielli e ricatta quindi la rivale: ella è disposta a consegnarli a Ninotchka, ma in cambio ella dovrà tornarsene subito a Mosca. La donna accetta la proposta della duchessa a malincuore per il bene della patria e per evitare, una volta in Russia, lo scandalo del furto dei gioielli.
Tornati in patria, i quattro agenti ricordano con nostalgia il periodo trascorso a Parigi, mentre Leon, ormai perdutamente innamorato di Ninotchka, non si dà pace per la partenza dell'amata, egli vorrebbe raggiungerla a Mosca, ma il visto gli viene negato dal solerte e indisponente impiegato dell'ufficio del turismo russo.
Qualche tempo dopo Iranoff, Bulianoff e Kopalski vengono inviati in missione, per vendere dei tappeti preziosi e rimpinguare così le scarse casse della patria, a Costantinopoli, dove incontrano Leon, che, non potendo raggiungere Ninotchka a Mosca, escogita un piano per far arrivare in città la donna. A Leon è infatti facile avviare di nuovo i tre sciocchi agenti ai piaceri di una vita libertina e li persuade anche ad aprire un ristorante russo, abbandonando lo scopo per cui sono stati inviati a Costantinopoli. Il comportamento dei tre non passa inosservato al funzionario del governo di Mosca che irritato e sdegnato convoca Ninotchka, redarguendola per aver difeso a suo tempo i tre agenti per il loro comportamento tenuto a Parigi. Per rimediare a ciò la donna viene nuovamente inviata a sorvegliarli e controllarli ma, una volta giunta, trova Leon ad aspettarla: l'uomo la convince a restare per sempre con lui.

## Produzione
Il film fu prodotto dalla Loew's con un budget stimato di 1.365.000 dollari. Fu girato negli studi della MGM al 10202 di W. Washington Blvd. a Culver City. Le date di produzione vanno dal 31 maggio all'11 agosto 1939. 
L'idea iniziale però venne sottoposta alla MGM già nel 1937 e sempre con l'idea di affidare il ruolo principale all'attrice svedese. I comprimari però venivano presentati in maniera differente, se i tre delegati russi erano seri il conte Leon era un alcolizzato e non si parlava di gioielli. 
Per il ruolo di Leon inoltre venne preso in considerazione William Powell una stella di prima grandezza sotto contratto con la casa di produzione e molto apprezzata dal pubblico. 
Anche per il regista vennero presi in considerazione diversi nomi, tra i quali George Cukor ma alla fine venne scelto Ernest Lubitsch fortemente voluto da Greta Garbo la quale ebbe a dichiarare: 
(Greta Garbo)

## Commento
Si tratta di una delle commedie romantiche più celebri di Lubitsch, dove l'evidente anticomunismo dell'opera è solo un pretesto narrativo messo in atto dal regista ai fini della storia (alla fine Ninotchka non rinuncia ai suoi ideali socialisti per abbracciare l'occidente capitalista, ma solo per scelta personale in virtù dell'amore).

## Distribuzione
Distribuito dalla Metro-Goldwyn-Mayer, il film fu presentato in prima a Hollywood il 6 ottobre e quindi uscì a New York il 3 novembre 1939. Nel trailer pubblicitario, compare lo stesso regista Ernst Lubitsch.
Lo slogan promozionale che diede successo al film alla sua uscita nelle sale fu "La Garbo ride!": infatti in questo film l'attrice, che il pubblico era abituato a vedere con il volto costantemente serio, per la prima volta viene ripresa mentre ride, in una scena in cui Melvyn Douglas, in un ristorante, cade dalla sedia e scivola a terra. Secondo alcune fonti però la famosa risata venne doppiata.
Dopo l'iniziale uscita nelle sale, nel dopoguerra il film venne proibito in molti Paesi europei a causa della critica alla Russia sovietica e alla messa in ridicolo del comunismo. In Italia, si poté vederlo solo alla fine della seconda guerra mondiale, distribuito in sala l'8 marzo 1946. Nel 1988, il film risultava ancora proibito in Finlandia.
Il film incassò negli USA 1.187.000 dollari; in tutto il mondo altri 1.092.000 dollari per un totale di 2.279.000 dollari.

### Date di uscita
- USA, 6 ottobre 1939 (Hollywood, California) (première)
- USA, 3 novembre 1939 (New York City, New York)
- Australia, 1º febbraio 1940
- Danimarca, 11 marzo 1940
- Svezia, 13 marzo 1940
- Paesi Bassi, 22 marzo 1940 (Amsterdam)
- Francia, 3 aprile 1940
- Portogallo, 5 novembre 1940
- Spagna, 12 aprile 1941
- Finlandia, 18 gennaio 1942
- Hong Kong, 20 dicembre 1945
- Italia, 8 marzo 1946
- USA, 12 dicembre 1947 (riedizione)
- Germania, 7 dicembre 1948
- Giappone, 27 novembre 1949
- Austria, 22 settembre 1950
- Spagna, 17 giugno 1963 (riedizione)
- Finlandia, 17 aprile 1981 (riedizione)
- Hong Kong, 9 aprile 2004 (Hong Kong International Film Festival)
- Francia, 12 aprile 2006 (riedizione)
- Paesi Bassi, 24 maggio 2007 (riedizione)
- Russia, 20 settembre 2007 (American Film Festival)
- Grecia, 18 settembre 2010 (Athens Film Festival)
- Grecia, 20 settembre 2010 (Athens Film Festival)[5]

Alias
- Ninotchka Argentina / Danimarca / Finlandia / Francia / Grecia / Portugal / Svezia
- Ninotschka Austria / Germania
- Ninocska Ungheria
- Ninoczka Polonia

## Riconoscimenti
- 1940 - Premio Oscar
  - Candidatura Miglior film alla MGM
  - Candidatura Miglior attrice protagonista a Greta Garbo
  - Candidatura Miglior soggetto a Melchior Lengyel
  - Candidatura Miglior sceneggiatura non originale a Charles Brackett, Walter Reisch e Billy Wilder
- 1939 - National Board of Review Award
  - Migliori dieci film

Nel 1990 è stato scelto per la conservazione nel National Film Registry della Biblioteca del Congresso degli Stati Uniti.
Nel 2000 l'American Film Institute l'ha inserito al 52º posto della classifica delle cento migliori commedie americane di tutti i tempi. Nel 2002 l'ha inserito al 40º posto della classifica dei cento migliori film sentimentali.

## Curiosità
- Nel 1992 il settimanale Topolino ne pubblicò la parodia Topolino in "Ciao Minnotchka", sceneggiata e disegnata da Romano Scarpa[7].
- Nel dicembre 2012, Vogue Russia pubblica un servizio fotografato da Karl Lagerfeld intitolato "Ninotchka", che riprende alcune scene celebri del film. L'editoriale vede le modelle Toni Garrn e Linda Evangelista e il modello Jake Davies rispettivamente nei ruoli di Ninotchka, della granduchessa Swana e del conte Leon d'Algout[8][9].
- Il film viene citato ne Il compagno don Camillo del 1965, quando il compagno Scamoggia ne racconta la trama alla bella interprete Nadia Petrovna la quale apostrofa la pellicola come un film di propaganda.